# Estudios nórdicos

Los reinos de Noruega, Suecia y Dinamarca componen Escandinavia en la definición más estricta
Islandia y las Islas Feroe, por su población descendiente de escandinavos; las islas Åland, por su población étnica sueca; y Finlandia, por su conexión histórica con Suecia y su minoría escandinava, forman parte de Escandinavia en un uso amplio del término, coincidente con el concepto de países nórdicos

Los estudios nórdicos son un conjunto de disciplinas académicas que se enfocan en el estudio de las lenguas, literaturas, historia, arte y sociedad de los habitantes de Escandinavia.
Dentro de los estudios nórdicos ocupa un lugar destacado el periodo histórico conocido como época vikinga, dentro de la Edad Media, incluyendo el estudio de la lengua nórdica antigua y obras literarias como las sagas en sus distintos tipos (sagas caballerescas, sagas de los tiempos antiguos, sagas de los islandeses, etc.)

## En el mundo hispanohablante
Las oportunidades de formación en nórdico antiguo son relativamente escasas en el mundo hispanohablante. La Universidad Internacional Menéndez Pelayo ofertó en 2022 un curso de verano de treinta horas de duración.

## En el mundo anglosajón
A pesar de que los pueblos escandinavos tuvieron una gran importancia histórica en el devenir de las culturas anglosajonas, el estudio de la literatura escandinava medieval, fundamentalmente las sagas en sus diversas manifestaciones, son un área de estudio relativamente marginal, especialmente en América del Norte, y los estudiantes de literatura a nivel de pregrado universitario apenas tienen contacto con dicha literatura.